# Szalóczy Pál
Szalóczy Pál (Budapest, 1945. november 15. –) Kazinczy-díjas magyar rádió- és tévébemondó, újságíró, riporter. Jellegzetes, mélyen zengő orgánuma tette különösen alkalmassá a bemondói hivatásra, emellett narrátori és információs szövegek bemondását is leggyakrabban ő végezte, emiatt hallani a hangját többek között a budapesti metró és a MÁV utastájékoztatóiban.

## Pályafutása
„Karrierje” már csecsemőként elindult, mivel a Zamako zabmaláta-tápszermárka reklámarca lett, amiért „gázsit” is kapott; a gyártó cég tápszereit. Másfél éves korában Keszthelyre költözött a család, itt járt gimnáziumba. Érettségi után Kiskőrösön volt sorkatona.
Valódi pályafutása jóval később indult el. Mélyen zengő hangjára már fiatalkorában felfigyeltek, emiatt zenészi pályára szánták. Három évig operaénekesnek készült, de jobban érdekelte a pódiuméneklés, a dzsessz és a blues műfaja. Amatőregyüttest is alapított barátaival, amelyben gitározott és énekelt, sőt kisebb haknikat is vállaltak. 
Később, 1965 és 1970 között az ELTE földrajz–biológia tanári szakán tanult, az egyetemen bekerült az egyetem énekkarába, amelynek tagjaként pedig számos külföldi turnén vett részt. Három társával később énekegyüttest alapított Spirituálé Quartett néven, és jelentkeztek az 1968-as Ki mit tud?-ra, de kategóriájukban Kincses Veronika jutott tovább. Az együttes azonban így is ORI-s működési engedélyt kapott, aminek birtokában felléphettek, és szerepeltek a Magyar Televízió Könnyűzenét Kedvelők Klubja című műsorában. Ekkor ajánlották fel neki, hogy legyen rádióbemondó, amit rögtön elfogadott. Szalóczy ettől kezdve harminc évig volt a Magyar Rádió és a Magyar Televízió bemondója és hírolvasója.
A hírolvasás melletti közszolgálati bemondói pályája akkor indult el, amikor a MÁV új utastájékoztató rendszeréhez bemondót kerestek, 1988-ban, amire őt találták a legalkalmasabbnak, ezért vele rögzítették az összes vasúti információs szöveget. Ezután a BKV is felkérte, hogy járművein, legfőképp a metróban használandó tájékoztató és figyelmeztető szövegek is az ő hangján szólaljanak meg. Emellett filmek és egyéb információs szövegek bemondójaként is foglalkoztatták.
Szalóczy eredeti szakmája mellett futballozik is, az újságíró-válogatott kapusa is volt nagy termete miatt. Több Színész–Újságíró Rangadón is játszott. Futballistaként többször megfordult külföldön, ahol egy ízben kisebb maradandó sérülést szenvedett: egy brazil meccsen az ellenfél, egy légitársaság csapatának a csatára a meccs hevében véletlenül a kezére lépett, és elfertőződött sebe miatt az egyik ujjpercét el kellett távolítani.
Szalóczy később íróként is debütált, első könyve a születése előtti idők rádiósairól szóló A leírt szöveg felolvasandó című kötete 2005-ben jelent meg. Ezt az autóvezetéssel foglalkozó Európába(n) vezetünk! című könyve követte 2007-ben, majd egy krimi A Vénusz-rejtély címmel, 2009-ben.
A 2023-ban bemutatott Carte Rouge című film forgatókönyvírója és gróf Apponyi Albert hangja is ő volt.

## Díjai, elismerései
- Kazinczy-díj (2015)[4]

## Könyvei
- A leírt szöveg felolvasandó – Mikrofontörténetek a Magyar Rádió hőskorából – 2005, Athenaeum 2000 Kiadó, ISBN 963 9615 03 X
- Európába(n) vezetünk! (Autós és közéleti füstölgések) – 2007, Fiesta Könyvkiadó, ISBN 9789639258426
- A Vénusz-rejtély – 2009, Ad Librum Kiadó, ISBN 9789639934474